# Sycophilomorpha saptapurensis
Sycophilomorpha saptapurensis is een vliesvleugelig insect uit de familie Eurytomidae. De wetenschappelijke naam is voor het eerst geldig gepubliceerd in 1969 door Joseph & Abdurahiman.